# Philomène Bompoko Lomboto
Philomène Bompoko Lomboto, née le 3 mars 1961 à Léopoldville et morte le 25 décembre 2015 à Liège, est une joueuse congolaise (RDC) de basket-ball.

## Biographie

### Enfance et famille
Philomène Lomboto naît le 3 mars 1961 à Léopoldville d'Adolphe Lomboto et Louise Bompoko.  Philo était née dans une famille de 6 enfants dont elle fut la 5e. Elle suit ses études primaires à l'école Saint-Gabriel avant de suivre des études de sténo-dactylo.

### Carrière en sélection
Philo Lomboto évolue en équipe du Zaïre féminine de basket-ball dans les années 1980 et 1990. 
Elle intègre la sélection en 1981 pour participer aux Jeux d'Afrique centrale de 1981 à Luanda ainsi qu'au  Championnat d'Afrique féminin de basket-ball 1981 au Sénégal, terminant à la deuxième place. Elle fait partie de l'équipe du Zaïre championne d'Afrique en 1983 en Angola et participe au Championnat du monde féminin de basket-ball 1983 au Brésil, terminant à la 14e place. Elle dispute le Championnat d'Afrique féminin de basket-ball 1984 au Sénégal, terminant encore finaliste, ainsi qu'au tournoi de qualification olympique de La Havane en 1984. 
Elle est sacrée championne d'Afrique en 1986 au Mozambique et médaillée d'or aux Jeux d'Afrique centrale de 1987 à Brazzaville et aux Jeux africains de 1987 à Nairobi.
Elle participe au tournoi de qualification olympique de 1988 en Malaisie, aux Jeux de la Francophonie de 1989 à Casablanca et au Championnat du monde féminin de basket-ball 1990 en Malaisie (terminant 15e) et est finaliste du Championnat d'Afrique féminin de basket-ball 1990 en Tunisie. 
Elle remporte la médaille de bronze aux Jeux africains de 1991 au Caire et dispute le Championnat d'Afrique féminin de basket-ball 1993 au Sénégal, terminant quatrième. Sa carrière internationale se termine sur une victoire au Championnat d'Afrique féminin de basket-ball 1994 en Afrique du Sud.

### Carrière en club
Elle évolue en club au BC Vijana, au BC Tcheza-Technimair et au BC Hatari. Elle est championne de Kinshasa en 1982 avec le BC Tcheza, championne du Zaïre en 1990 avec le BC Hatari (elle est cette saison-là meilleure joueuse et meilleure marqueuse du championnat avec 206 points) et vice-championne du Zaïre 1993 avec le BC Hatari.
Elle possède le record de points marqués en Coupe du Zaïre avec 285 points en une seule édition.

## Vie privée
Dans les années 1980, elle eut une rélation avec le footballeur Beaudouin Bobutaka

### Disparition
Philomène Lomboto meurt le 25 décembre 2015 à Liège à l'âge de 54 ans d'une « courte maladie ». Elle est inhumée en France le 9 janvier 2016 ; le même jour, une messe se tient à Kinshasa avec de nombreuses personnalités politiques et sportives congolaises.

## Palmarès

### Palmarès international
- Championne d'Afrique en 1983
- Championne d'Afrique en 1986
- Championne d'Afrique en 1994
- Médaillée d'or aux Jeux africains en 1987
- Médaillée d'or aux Jeux d'Afrique centrale en 1987
- Vice-championne d'Afrique en 1981
- Vice-championne d'Afrique en 1984
- Vice-championne d'Afrique en 1990
- Vice-championne au Jeux d'Afrique centrale en 1987
- Médaillée de bronze aux Jeux africains en 1991

### Palmarès national

#### BC Tcheza
- Championne de Kinshasa en 1982

#### BC Hatari
- 2 fois vainqueur de la Coupe du Zaïre en 1990 et 1991
- Finaliste de la Coupe du Zaïre en 1993
- 4ème de la Coupe d’Afrique des Clubs Champions en 1991

### Distinctions individuelles
- Lauréate du Trophée Mobutu en 1984, récompensant la meilleure athlète africaine toutes disciplines confondues[6].

- Médaille d’or du Mérite Sportif décernée par le gouvernement

- Panier d’Or décerné par la FIBA Afrique pour sa carrière

- Détentrice du record du plus grand nombre de points marqués lors d’une édition de la Coupe du Congo/Zaïre.
- 2 fois meilleure marqueuse de la Coupe du Zaïre
- 2 fois MVP de la Coupe du Zaïre
- Meilleure marqueuse de l’histoire de la Coupe du Zaïre/Congo avec plus de 1000 points marqués[7].